# N I
N I var ett flygplan inom Marinens Flygväsende, det andra som togs i bruk inom svenska marinen.
I samband med den Björkquistska nationalinsamlingen hade det samlats in tillräckligt med pengar för att det skulle räcka även till ett flertal flygplan. I början av juli 1913 beställdes tre flygplan, ett av modell Nieuport IV m, en Donnet-Lévêque flygbåt samt en Farman HF 23. Det av fabrikat Nieuport IV m anlände från Frankrike i oktober 1913 och fick i Sverige beteckningen N I. Flygplanet placerades vid marinens första egna flygskola vid Oskar-Fredriksborg och ansågs svårfluget. Det var obeväpnat, vid denna tid var planen främst tänkta för flygspaning och att utröna hur den nya flygtekniken bäst kunde utnyttjas inom svenska försvaret. N I ansågs svårfluget och användes endast en kort period fram till hösten 1914. 1918 kasserades det och avskrevs ur rullorna.